# 하근
하근(夏勤, ? ~ ?)은 후한 중기의 관료로, 자는 백종(伯宗)이며 구강군 수춘현(壽春縣) 사람이다.

## 행적
번조의 밑에서 《공양엄씨춘추》를 익혔다. 경현(京縣)·완현(宛縣)의 현령을 역임하고 영릉태수를 지냈는데, 부임하는 곳마다 유능함으로 칭송받았다. 이후 중앙의 부름을 받아 대홍려·사도를 지냈다.

## 출전
- 범엽, 《후한서》 권5 효안제기·권32 번굉음식열전

| 전임 진총 | 후한의 대홍려 ? ~ 109년 음력 4월 병인일 | 후임 초맹 |

| 전임 노공 | 제19대 후한의 사도 109년 음력 4월 병인일 ~ 115년 음력 12월 기유일 | 후임 유개 |